# Eccellenza (calcio femminile)
L'Eccellenza femminile è il quarto livello del campionato italiano femminile di calcio, e rappresenta il terzo livello dilettantistico del calcio femminile (a partire dalla stagione 2022-2023), nonché il massimo a carattere regionale, organizzato dalla Lega Nazionale Dilettanti. Dal 1978 al 2018 ha avuto il nome di Serie C, allorché è stato ratificato il cambio di denominazione in Eccellenza femminile per consentire la rinomina del neonato Campionato Nazionale Interregionale in Serie C. Dalla stagione 2013-2014, subito dopo la rinomina della Serie A2 in Serie B, fino alla stagione 2017-2018 ha rappresentato il terzo livello nazionale, tornando a essere il quarto livello dalla stagione 2018-2019.

## Organizzazione e gestione
È gestito in Italia dalla Lega Nazionale Dilettanti - Divisione Calcio Femminile che delega la sua organizzazione ai Comitati Regionali della F.I.G.C. - Lega Nazionale Dilettanti, che generalmente strutturano il campionato in un girone unico.
Fino alla stagione 2017-2018 al termine di ogni stagione agonistica le squadre che vincevano i campionati di Serie C, l'allora massimo livello regionale, accedevano alla Serie B (a partire dalla stagione sportiva 2013-2014 con la rinomina della Serie A2 in Serie B). Le ultime classificate, in un numero deciso di volta in volta dai Comitati Regionali sulla base della strutturazione dei campionati inferiori, retrocedono in Serie D a seconda se nella regione si svolgeva solo il campionato di Serie C.
Le squadre promosse venivano rimpiazzate dalle ultime retrocesse dalla Serie B (dalla stagione sportiva
2013-2014), mentre quelle retrocesse venivano sostituite dalle vincitrici dei campionati di Serie D a seconda se nella regione si svolge solo il campionato di Serie C o anche quello di Serie D.
A partire dalla stagione 2018-2019 le squadre vincitrici dei gironi regionali di Eccellenza femminile sono promosse nella Serie C nazionale, mentre le ultime classificate, in numero definito dall'organizzazione dei singoli Comitati Regionali, sono retrocesse nel campionato di Promozione, nuova denominazione della Serie D.
I campionati di Eccellenza femminile sono organizzati dai seguenti Comitati Regionali: -14
- Abruzzo - Molise (1 girone da 14 squadre)
- Basilicata (1 girone da 3 squadre)
- Calabria (1 girone da 4 squadre)
- Campania (1 girone da 11 squadre)
- Emilia-Romagna (1 girone da 7 squadre)
- Lazio (1 girone da 10 squadre e 1 girone da 9 squadre)
- Liguria (1 girone da 9 squadre)
- Lombardia (1 girone da 16 squadre)
- Marche (1 girone da 11 squadre)
- Piemonte - Valle D'Aosta (1 girone da 9 squadre)
- Puglia (1 girone da 9 squadre)
- Sardegna (1 girone da 9 squadre)
- Sicilia (1 girone da 4 squadre e 1 girone da 8 squadre)
- Toscana (1 girone da 8 squadre)
- Trentino-Alto Adige (1 girone da 11 squadre)
- Umbria (1 girone da 4 squadre)
- Veneto - Friuli-Venezia Giulia (1 girone da 20 squadre)

## Storia
Il campionato di Serie C è stato inaugurato nella stagione sportiva 1978 quando, abolita la vecchia denominazione dell'Interregionale 1977 che assunse la nuova denominazione di Serie B dal 1978, la ex Serie B regionale viene perciò ridenominata in Serie C.

Nel 1978 la F.I.G.C.F., la federazione che organizzava questi campionati, non era ancora collegata alla F.I.G.C. la quale non disponeva ancora di una propria divisione che potesse gestire il movimento calcistico femminile crescente ma ancora limitato in ambito provinciale a poche ragazzine che giocavano con i maschi fino ai 9-12 anni.
La F.I.G.C.F., all'epoca, era ancora troppo condizionata dalle poche squadre non omogeneamente distribuite a livello locale perché, a causa della mancanza di campi sportivi propri, le società calcistiche femminili erano costrette a usufruire dei campi sportivi comunali gentilmente concessi e perciò fortemente dipendenti dalla programmazione dei campionati F.I.G.C. sia delle prime squadre che del Settore Giovanile. I campionati perciò iniziavano verso l'inizio della primavera, normalmente tra fine marzo e la metà di aprile quando i campionati giovanili erano ormai agli sgoccioli, e terminavano a fine luglio per poi riprendere con le Coppe Regionali ai primi di settembre per chiudere l'attività sportiva a metà novembre quando riprendevano a pieno regime i campionati provinciali F.I.G.C.
Nella stagione 1978 i Comitati Regionali costituiti dalla F.I.G.C.F. non corrispondevano a quelli organizzati dalla F.I.G.C. Il C.R. Aostano era indipendente da quello Piemontese, Trentino-Alto Adige, Veneto e Friuli erano riuniti nel C.R. Triveneto, l'Emilia contava pochissime squadre e perciò le emiliane erano inserite nei quadri del C.R. Lombardo mentre le romagnole giocavano con le Marche mentre le molisane, sulla falsariga dell'attività maschile, erano aggregate al C.R. Campano. Tutti gli altri Comitati erano indipendenti e già funzionanti da alcuni anni.
La stagione successiva (1979) fu la Lombardia, visto il continuo aumento dell'iscrizione di squadre composte principalmente da ragazze di età inferiore ai 18 anni, a proporre l'introduzione di una nuova categoria (le Esordienti) che in seguito fu trasformata in campionato di Promozione (1981) e poi, dall'inizio della stagione 1983, le fu attribuito il definitivo nome di Serie D.
Nel frattempo i campionati regionali erano notevolmente cresciuti e, anche se diverse squadre erano state assorbite dai campionati di Serie B passati a 4 gironi, si rendeva necessario lo spostamento di competenza della Serie C da campionato regionale ad un livello interregionale che ne avrebbe esaltato la repentina crescita e le motivazioni per un progressivo miglioramento qualitativo del gioco.

Attuato lo spostamento all'inizio della stagione 1983, di fatto, per 4 stagioni la Serie D fu il massimo livello regionale fino al passaggio dal campionato organizzato nell'arco di un unico anno solare ai campionati di tipo maschile sdoppiati su due anni contigui (stagione 1985-1986).
Questo fu il necessario adeguamento all'imminente passaggio dei campionati F.I.G.C.F. sotto la gestione della Lega Nazionale Dilettanti in ambito F.I.G.C. che riportò il campionato di Serie C al livello regionale così come viene organizzato oggi.
Il 19 luglio 2018 è stato ratificata dalla F.I.G.C. la decisione del Consiglio Direttivo della Lega Nazionale Dilettanti di cambiare la denominazione della massima serie regionale di calcio femminile italiano da Serie C a Eccellenza femminile, così da poter rinominare in Serie C il neonato Campionato Nazionale Interregionale, nuova terza serie a carattere nazionale, sempre in gestione alla LND.